# 6855 Armellini
6855 Armellini (1989 BG) là một tiểu hành tinh vành đai chính được phát hiện ngày 29 tháng 1 năm 1989 bởi Osservatorio San Vittore ở Bologna.